# Pīr Gaz
Pīr Gaz (persiska: پیر گز) är en ort i Iran.   Den ligger i provinsen Khorasan, i den nordöstra delen av landet, 600 km öster om huvudstaden Teheran. Pīr Gaz ligger 1 121 meter över havet och antalet invånare är 269.
Terrängen runt Pīr Gaz är platt. Runt Pīr Gaz är det ganska tätbefolkat, med 56 invånare per kvadratkilometer. Närmaste större samhälle är Raisi, 4,2 km söder om Pīr Gaz. Omgivningarna runt Pīr Gaz är i huvudsak ett öppet busklandskap.